# Атика
Атика (на гръцки: Αττική, Атики – крайбрежна страна) е една от 13-те области на Република Гърция, с обща площ 3808 км2, което представлява 2,9% от общата площ на страната.

## История
В древността в областта на Атика се е говорила високата форма на старогръцкия език – атически диалект. Още от античността Атина е център на областта. Полуостровът се вдава далеч навътре в морето и е обърнат на изток. Областта е споменавана още в трудовете на древногръцките писатели и историци Павзаний, Тукидид, Аристотел, Плутарх и Херодот.